# Halmstads kontrakt
Hamlstads kontrakt var ett kontrakt i Göteborgs stift inom Svenska kyrkan i Hallands län. Kontraktet upphörde 31 mars 2007 då de ingående församlingarna övergick i Halmstads och Laholms kontrakt.
Kontraktskoden var 0816. 

## Administrativ historik
Kontraktet fanns 1831 och omfattade sedan före 1962
- Getinge församling
- Harplinge församling
- Holms församling
- Kvibille församling
- Oskarströms församling bildad 1957
- Rävinge församling
- Halmstads församling som 1962 namnändrades till S:t Nikolai församling
- Slättåkra församling
- Steninge församling
- Söndrums församling som 2006 uppgick i Söndrum-Vapnö församling
- Vapnö församling som 2006 uppgick i Söndrum-Vapnö församling
- Övraby församling

samt följande församlingar som 1962 överfördes till Falkenbergs kontrakt
- Abilds församling
- Asige församling
- Askome församling
- Drängsereds församling
- Eftra församling
- Kinnareds församling
- Krogsereds församling
- Slöinge församling
- Torups församling
- Vessige församling
- Årstads församling

1962 tillfördes från Laholms kontrakt
- Breareds församling
- Enslövs församling
- Snöstorps församling

1962 bildades 
- Martin Luthers församling

2005 (alternativt 2004) tillfördes från Laholms kontrakt
- Eldsberga församling som 2006 uppgick i Eldsbergabygdens församling
- Trönninge församling som 2006 uppgick i Eldsbergabygdens församling
- Tönnersjö församling som 2006 uppgick i Eldsbergabygdens församling